# World Series of Poker 2008
Die World Series of Poker 2008 war die 39. Austragung der Poker-Weltmeisterschaft und fand ab dem 30. Mai 2008 im Rio All-Suite Hotel and Casino in Paradise am Las Vegas Strip statt. Sie endete mit dem Finaltisch des Main Events, der – ein Novum in der Geschichte der WSOP – erst nach einer viermonatigen Pause vom 9. bis 11. November 2008 ausgespielt wurde.

## Turniere

### Struktur
Insgesamt standen 55 Pokerturniere in den Varianten Texas Hold’em, Omaha Hold’em, Seven Card Stud, Razz sowie in der gemischten Variante H.O.R.S.E. auf dem Turnierplan. Der Buy-in lag zwischen 500 und 50.000 US-Dollar. Für einen Turniersieg erhielten die Spieler neben dem Preisgeld ein Bracelet. Mit John Phan gewann ein Spieler zwei Bracelets; Vanessa Selbst und Svetlana Gromenkova war als einzige Frau siegreich. Alle Turniere wurden im Rio All-Suite Hotel and Casino in Paradise von Harrah’s Entertainment veranstaltet.

### Turnierplan

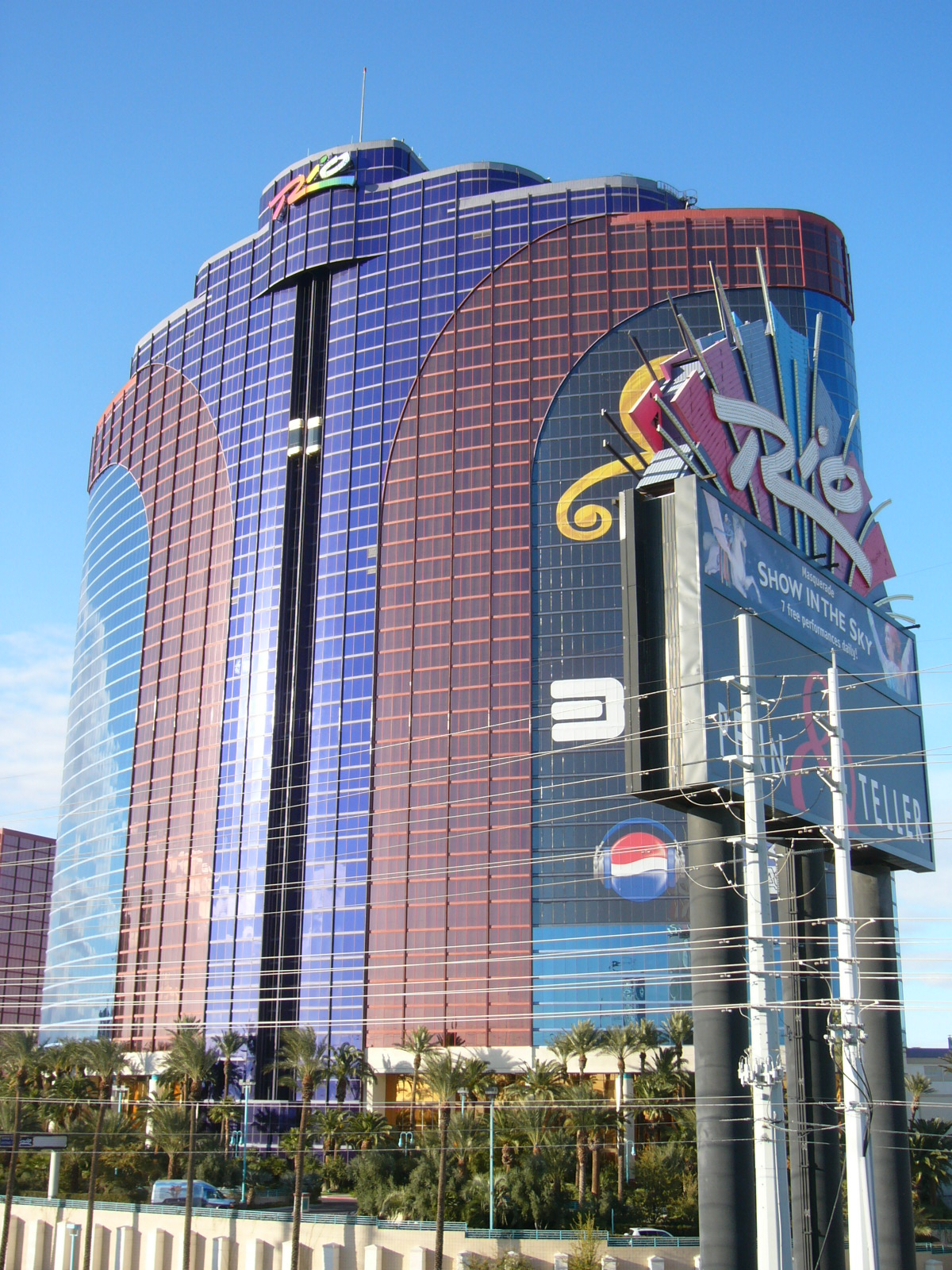
Das Rio All-Suite Hotel and Casino am Las Vegas Strip

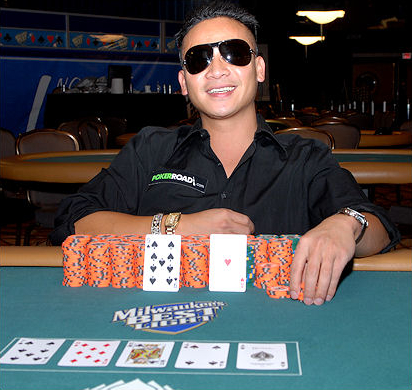
John Phan gewann die Turniere #29 und #40

Im Falle eines mehrfachen Braceletgewinners gibt die Zahl hinter dem Spielernamen an, das wievielte Bracelet in diesem Turnier gewonnen wurde.
| #  | Buy-in (in $) | Turnier                                              | Turnierbeginn | Teilnehmer | Sieger               | Herkunft           | Preisgeld (in $) |
| -- | ------------- | ---------------------------------------------------- | ------------- | ---------- | -------------------- | ------------------ | ---------------- |
| 1  | 10.000        | Pot-Limit Hold’em Championship                       | 30. Mai 2008  | 0352       | Nenad Medić          | Kanada             | 0.794.112        |
| 2  | 01.500        | No-Limit Hold’em                                     | 31. Mai 2008  | 3929       | Grant Hinkle         | Vereinigte Staaten | 0.831.462        |
| 3  | 01.500        | Pot-Limit Hold’em                                    | 2. Juni 2008  | 0713       | David Singer         | Vereinigte Staaten | 0.214.132        |
| 4  | 05.000        | Mixed Hold’em (Limit/No-Limit)                       | 2. Juni 2008  | 0332       | Erick Lindgren       | Vereinigte Staaten | 0.375.617        |
| 5  | 01.000        | No-Limit Hold’em (Rebuy)                             | 3. Juni 2008  | 0766       | Michael Banducci     | Vereinigte Staaten | 0.636.736        |
| 6  | 01.500        | Omaha Hi-Lo Split-8 or Better                        | 3. Juni 2008  | 0832       | Thang Luu            | Vietnam            | 0.243.036        |
| 7  | 02.000        | No-Limit Hold’em                                     | 4. Juni 2008  | 1593       | Matt Keikoan         | Vereinigte Staaten | 0.550.601        |
| 8  | 10.000        | 8-Game Mix Championship                              | 4. Juni 2008  | 0192       | Anthony Rivera       | Vereinigte Staaten | 0.483.688        |
| 9  | 01.500        | No-Limit Hold’em / Six Handed                        | 5. Juni 2008  | 1236       | Rep Porter           | Vereinigte Staaten | 0.372.843        |
| 10 | 02.500        | Omaha/Seven Card Stud Hi-Lo-8 or Better              | 5. Juni 2008  | 0388       | Farzad Rouhani       | Vereinigte Staaten | 0.232.911        |
| 11 | 05.000        | No-Limit Hold’em Shootout                            | 6. Juni 2008  | 0360       | Phillip Tom          | Vereinigte Staaten | 0.477.990        |
| 12 | 01.500        | Limit Hold’em                                        | 6. Juni 2008  | 0883       | Jimmy Shultz         | Vereinigte Staaten | 0.257.936        |
| 13 | 02.500        | No-Limit Hold’em                                     | 7. Juni 2008  | 1397       | Duncan Bell          | Kanada             | 0.666.777        |
| 14 | 10.000        | Seven Card Stud Championship                         | 7. Juni 2008  | 0158       | Eric Brooks          | Vereinigte Staaten | 0.415.856        |
| 15 | 01.000        | Ladies No-Limit Hold’em                              | 8. Juni 2008  | 1190       | Svetlana Gromenkova  | Vereinigte Staaten | 0.244.702        |
| 16 | 02.000        | Omaha Hi-Lo Split-8 or Better                        | 8. Juni 2008  | 0551       | Andrew Brown         | Vereinigte Staaten | 0.226.483        |
| 17 | 01.500        | No-Limit Hold’em Shootout                            | 9. Juni 2008  | 1000       | Jason Young          | Vereinigte Staaten | 0.335.565        |
| 18 | 05.000        | No-Limit 2-7 Draw Lowball (Rebuy)                    | 9. Juni 2008  | 0085       | Mike Matusow (3)     | Vereinigte Staaten | 0.537.862        |
| 19 | 01.500        | Pot-Limit Omaha                                      | 10. Juni 2008 | 0759       | Vanessa Selbst       | Vereinigte Staaten | 0.227.965        |
| 20 | 02.000        | Limit Hold’em                                        | 10. Juni 2008 | 0479       | Daniel Negreanu (4)  | Kanada             | 0.204.874        |
| 21 | 05.000        | No-Limit Hold’em                                     | 11. Juni 2008 | 0731       | Scott Seiver         | Vereinigte Staaten | 0.755.891        |
| 22 | 03.000        | H.O.R.S.E.                                           | 11. Juni 2008 | 0414       | Jens Vörtmann        | Deutschland        | 0.298.227        |
| 23 | 02.000        | No-Limit Hold’em                                     | 12. Juni 2008 | 1344       | Blair Hinkle         | Vereinigte Staaten | 0.507.563        |
| 24 | 02.500        | Pot-Limit Hold’em/Omaha                              | 12. Juni 2008 | 0457       | Max Pescatori (2)    | Italien            | 0.246.471        |
| 25 | 10.000        | Heads-Up No-Limit Hold’em Championship               | 13. Juni 2008 | 0256       | Kenny Tran           | Vereinigte Staaten | 0.539.056        |
| 26 | 01.500        | Razz                                                 | 13. Juni 2008 | 0453       | Barry Greenstein (3) | Vereinigte Staaten | 0.157.619        |
| 27 | 01.500        | No-Limit Hold’em                                     | 14. Juni 2008 | 2706       | Witali Lunkin        | Russland           | 0.628.417        |
| 28 | 05.000        | Pot-Limit Omaha (Rebuy)                              | 14. Juni 2008 | 0152       | Phil Galfond         | Vereinigte Staaten | 0.817.781        |
| 29 | 03.000        | No-Limit Hold’em                                     | 15. Juni 2008 | 0716       | John Phan            | Vereinigte Staaten | 0.434.789        |
| 30 | 10.000        | Limit Hold’em Championship                           | 15. Juni 2008 | 0218       | Rob Hollink          | Niederlande        | 0.496.931        |
| 31 | 02.500        | No-Limit Hold’em Short Handed                        | 16. Juni 2008 | 1012       | Dario Minieri        | Italien            | 0.528.418        |
| 32 | 01.500        | No-Limit Hold’em                                     | 17. Juni 2008 | 2304       | Luis Velador         | Mexiko             | 0.574.734        |
| 33 | 05.000        | Seven Card Stud Hi-Lo Split-8 or Better Championship | 17. Juni 2008 | 0261       | Sebastian Ruthenberg | Deutschland        | 0.328.756        |
| 34 | 01.500        | Pot-Limit Omaha (Rebuy)                              | 18. Juni 2008 | 0320       | Layne Flack (6)      | Vereinigte Staaten | 0.577.725        |
| 35 | 01.500        | Seven Card Stud                                      | 18. Juni 2008 | 0381       | Michael Rocco        | Vereinigte Staaten | 0.135.753        |
| 36 | 01.500        | No-Limit Hold’em                                     | 19. Juni 2008 | 2447       | Jesper Hougaard      | Danemark           | 0.610.304        |
| 37 | 10.000        | Omaha Hi-Lo Split-8 or Better Championship           | 19. Juni 2008 | 0235       | David Benyamine      | Frankreich         | 0.535.687        |
| 38 | 02.000        | Pot-Limit Hold’em                                    | 20. Juni 2008 | 0605       | Davidi Kitai         | Belgien            | 0.244.583        |
| 39 | 01.500        | No-Limit Hold’em                                     | 21. Juni 2008 | 2720       | David Woo            | Vereinigte Staaten | 0.631.656        |
| 40 | 02.500        | 2-7-Limit Triple Draw Lowball                        | 22. Juni 2008 | 0238       | John Phan (2)        | Vereinigte Staaten | 0.151.896        |
| 41 | 01.500        | Mixed Hold’em                                        | 22. Juni 2008 | 0731       | Frank Gary           | Vereinigte Staaten | 0.219.508        |
| 42 | 01.500        | Seniors No-Limit Hold’em Championship                | 23. Juni 2008 | 2218       | Dan Lacourse         | Vereinigte Staaten | 0.368.832        |
| 43 | 01.500        | Pot-Limit Omaha Hi-Lo Split-8 or Better              | 24. Juni 2008 | 0720       | Martin Kläser        | Deutschland        | 0.216.249        |
| 44 | 01.000        | No-Limit Hold’em (Rebuy)                             | 25. Juni 2008 | 0879       | Max Greenwood        | Kanada             | 0.693.444        |
| 45 | 50.000        | H.O.R.S.E. Championship                              | 25. Juni 2008 | 0148       | Scotty Nguyen (5)    | Vereinigte Staaten | 1.989.120        |
| 46 | 05.000        | No-Limit Hold’em / Six Handed                        | 26. Juni 2008 | 0805       | Joe Commisso         | Vereinigte Staaten | 0.911.855        |
| 47 | 01.500        | Seven Card Stud Hi-Lo-8 or Better                    | 26. Juni 2008 | 0543       | Ryan Hughes (2)      | Vereinigte Staaten | 0.183.368        |
| 48 | 02.000        | No-Limit Hold’em                                     | 27. Juni 2008 | 2317       | Alexandre Gomes      | Brasilien          | 0.770.540        |
| 49 | 01.500        | No-Limit Hold’em                                     | 28. Juni 2008 | 2718       | J. C. Tran           | Vereinigte Staaten | 0.631.170        |
| 50 | 10.000        | Pot-Limit Omaha Championship                         | 29. Juni 2008 | 0381       | Marty Smyth          | Irland             | 0.859.549        |
| 51 | 01.500        | H.O.R.S.E.                                           | 29. Juni 2008 | 0803       | James Schaaf         | Vereinigte Staaten | 0.256.412        |
| 52 | 01.500        | No-Limit Hold’em                                     | 30. Juni 2008 | 2693       | David Daneshgar      | Vereinigte Staaten | 0.625.443        |
| 53 | 01.500        | Limit Hold’em Shootout                               | 1. Juli 2008  | 0823       | Matt Graham          | Vereinigte Staaten | 0.278.180        |
| 54 | 10.000        | No-Limit Hold’em Main Event Championship             | 3. Juli 2008  | 6844       | Peter Eastgate       | Danemark           | 9.119.517        |
| 55 | 00.500        | Casino Employees No-Limit Hold’em                    | 7. Juli 2008  | 0930       | Jonathan Kotula      | Vereinigte Staaten | 0.087.929        |

### Main Event

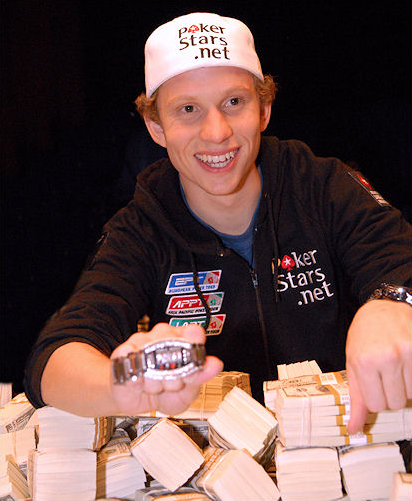
Peter Eastgate nach seinem Sieg

Der Finaltisch begann am 9. November 2008. In der finalen Hand gewann Eastgate mit A♦ 5♠ gegen Demidow mit 4♥ 2♥.
| Platz | Herkunft           | Spieler          | Preisgeld (in $) |
| ----- | ------------------ | ---------------- | ---------------- |
| 1     | Danemark           | Peter Eastgate   | 9.152.416        |
| 2     | Russland           | Iwan Demidow     | 5.809.595        |
| 3     | Vereinigte Staaten | Dennis Phillips  | 4.517.773        |
| 4     | Vereinigte Staaten | Ylon Schwartz    | 3.794.974        |
| 5     | Kanada             | Scott Montgomery | 3.096.768        |
| 6     | Kanada             | Darus Suharto    | 2.418.562        |
| 7     | Vereinigte Staaten | David Rheem      | 1.772.650        |
| 8     | Vereinigte Staaten | Kelly Kim        | 1.288.217        |
| 9     | Vereinigte Staaten | Craig Marquis    | 0.900.670        |

## Expansion
Im September und Oktober 2008 wurde zum zweiten Mal die World Series of Poker Europe im Empire Casino am Leicester Square in London ausgetragen, bei der es vier Bracelets zu gewinnen gab.

## Player of the Year

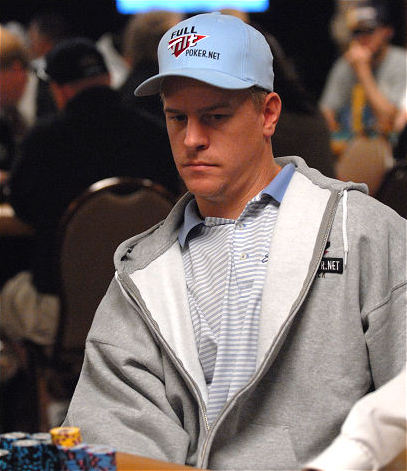
Erick Lindgren (2007)

Die Auszeichnung als Player of the Year erhielt der Spieler, der über alle Turniere hinweg die meisten Punkte sammelte. Von der Wertung waren nicht für alle Spieler zugängliche Turniere ausgenommen. Das Ranking beinhaltete auch die Turniere der World Series of Poker Europe. Sieger Erick Lindgren gewann ein Bracelet, erreichte drei Finaltische und platzierte sich insgesamt fünfmal in den Geldrängen.
| Platz | Herkunft           | Spieler          | Punkte |
| ----- | ------------------ | ---------------- | ------ |
| 1     | Vereinigte Staaten | Erick Lindgren   | 245    |
| 2     | Vereinigte Staaten | Barry Greenstein | 235    |
| 3     | Vereinigte Staaten | Jacobo Fernández | 232    |
| 4     | Vereinigte Staaten | John Phan        | 220    |
| 5     | Frankreich         | David Benyamine  | 220    |
| 6     | Vereinigte Staaten | J. C. Tran       | 210    |
| 7     | Vereinigte Staaten | Farzad Rouhani   | 195    |
| 8     | Kanada             | Daniel Negreanu  | 190    |
| 9     | Vereinigte Staaten | Chris Ferguson   | 165    |
| 10    | Vereinigte Staaten | David Singer     | 165    |